# Theridion teresae
Theridion teresae là một loài nhện trong họ Theridiidae.
Loài này thuộc chi Theridion. Theridion teresae được Herbert Walter Levi miêu tả năm 1963.